# Springfield (Florida)
Springfield és una població dels Estats Units a l'estat de Florida. Segons el cens del 2000 tenia 8.810 habitants.

## Demografia
Segons el cens del 2000, Springfield tenia 8.810 habitants, 3.427 habitatges, i 2.350 famílies. La densitat de població era de 859 habitants/km².
Dels 3.427 habitatges en un 33,6% hi vivien nens de menys de 18 anys, en un 45,1% hi vivien parelles casades, en un 18,1% dones solteres, i en un 31,4% no eren unitats familiars. En el 25,9% dels habitatges hi vivien persones soles el 8,1% de les quals corresponia a persones de 65 anys o més que vivien soles. El nombre mitjà de persones vivint en cada habitatge era de 2,56 i el nombre mitjà de persones que vivien en cada família era de 3,05.
Per edats la població es repartia de la següent manera: un 28,4% tenia menys de 18 anys, un 10% entre 18 i 24, un 29% entre 25 i 44, un 21,2% de 45 a 60 i un 11,4% 65 anys o més.
L'edat mediana era de 33 anys. Per cada 100 dones de 18 o més anys hi havia 88,1 homes.
La renda mediana per habitatge era de 27.844 $ i la renda mediana per família de 34.665 $. Els homes tenien una renda mediana de 25.417 $ mentre que les dones 19.916 $. La renda per capita de la població era de 12.689 $. Entorn del 15,3% de les famílies i el 21,5% de la població estaven per davall del llindar de pobresa.

## Poblacions més properes
El següent diagrama mostra les poblacions més properes.